# مرين (فن)

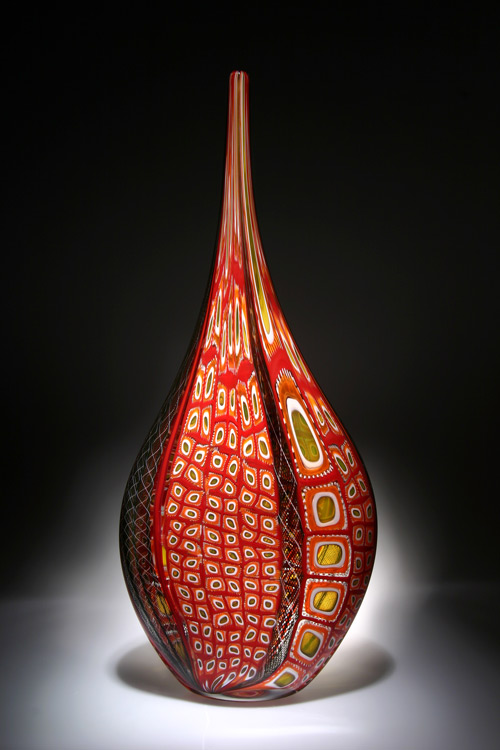
مزهرية مرين لديفيد باتشن

مرين عبارة إيطالية تشير إلى زخارف أو صور تعمل على قصبة زجاجية(قضيب طويل مجوف من الزجاج) والتي تظهر عند النظر اليها من المقاطع العرضية.مرين يمكن ان تُصنع بتصاميم لا متناهية . بعض الاساليب شائعة أكثر من غيرها مثل ميلفيوري . و تُعمل تصاميم المرين باشكال متنوعة ابتدائاً من زخارف الدوائر والمربعات إلى التصاميم المعقدة وحتى رسم الصور الشخصية للناس.وتٌصنع المرين بوضع عدة طبقات من زجاج منصهر ملون حول اللب، ثم تُسخن وتُمدد لتتخذ شكل القصبة أو القضيب.وعندما تبرد تُشرح إلى مقاطع عرضية والسمّاكة حسب الطلب .وكل شريحة تملك نفس الزخرفة في المقطع العرضي.
طريقة مرين ظهرت لأول مرة قبل أكثر 4000 سنة واعيد اكتشافها بواسطة عمال الزجاج البندقي في مدينة مورينو اوائل القرن السادس عشر.

## فنانون مشهورين يستخدمون المرين
- ستيفن رولف باول
- ديفيد باتشن
- لينو تايغل بترا

## معرض الصور

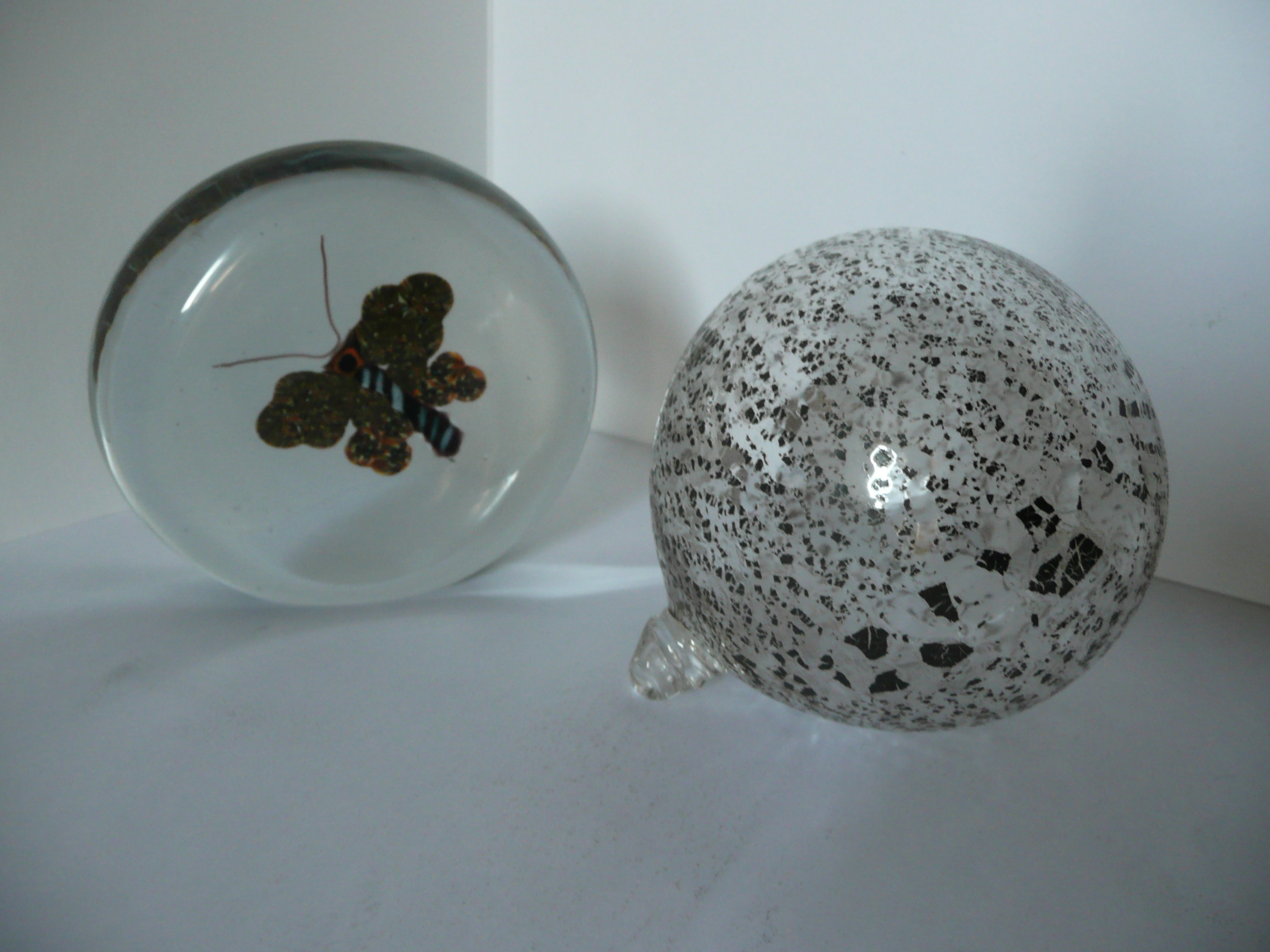
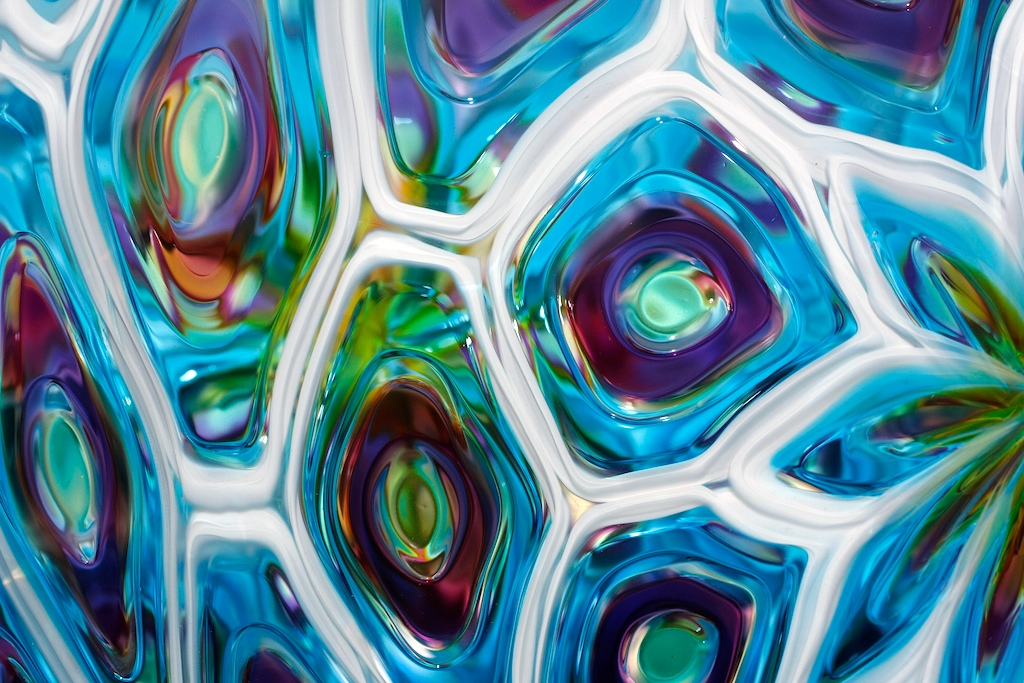
مرين شفاف متحد على الزجاج.
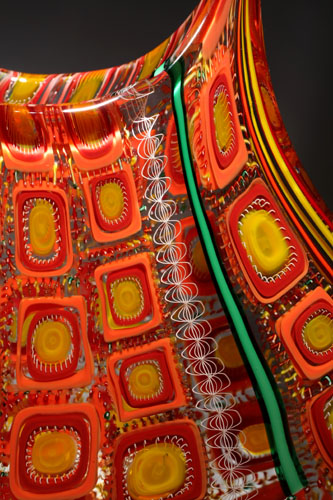
مرين معقد متعدد الطبقات في منحوتةزجاجية.
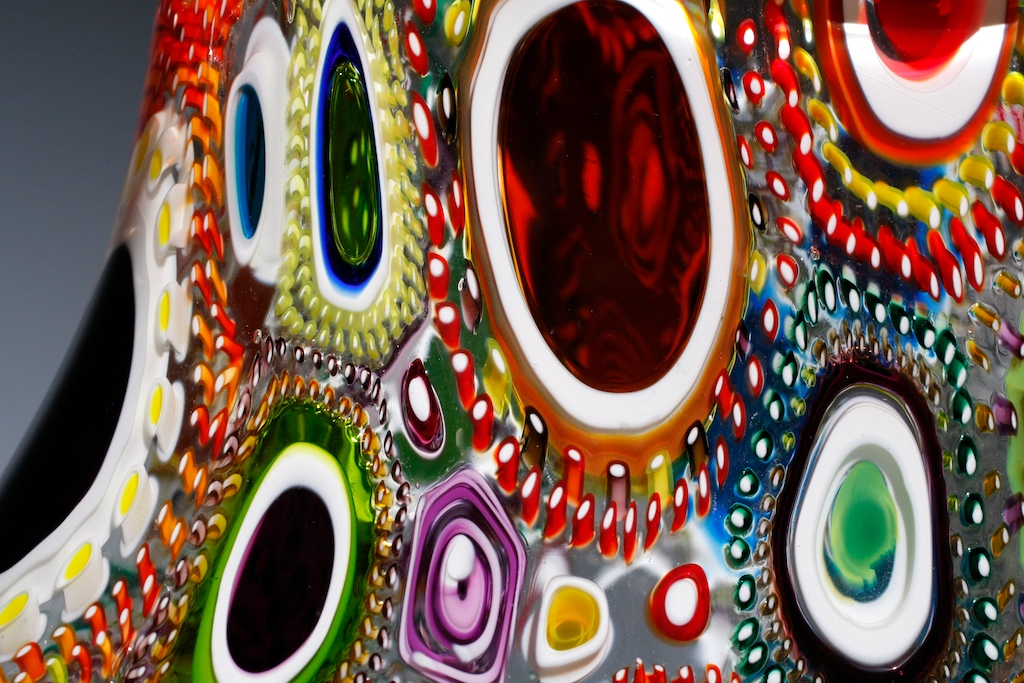
مرين مختلف الطرز متحد .
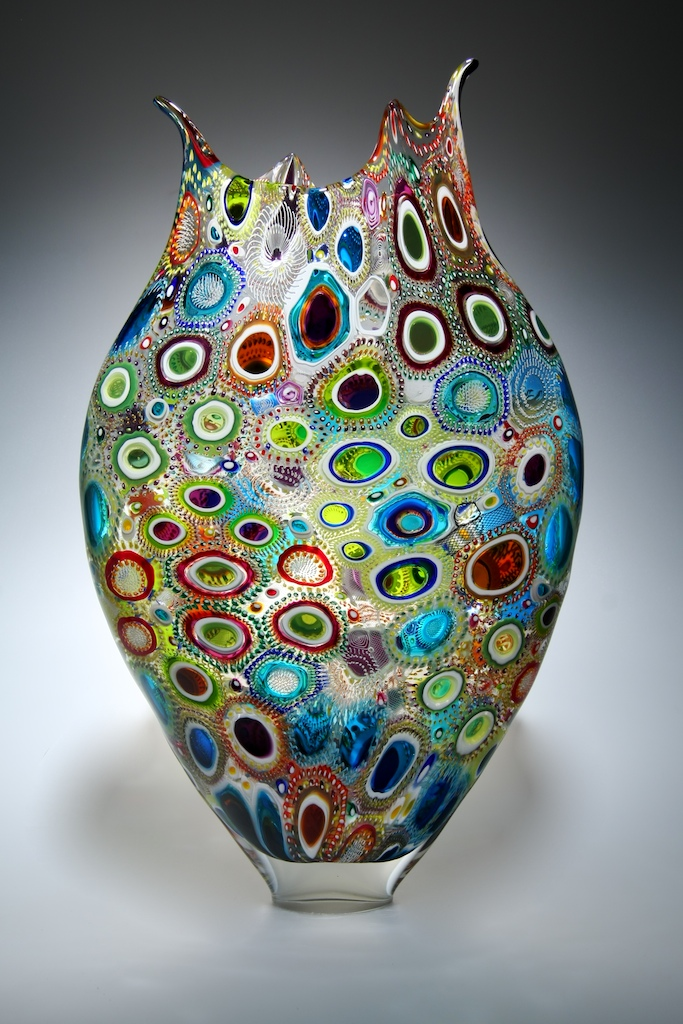
مرين مختلف الطرز متحد على سطح مزهرية.
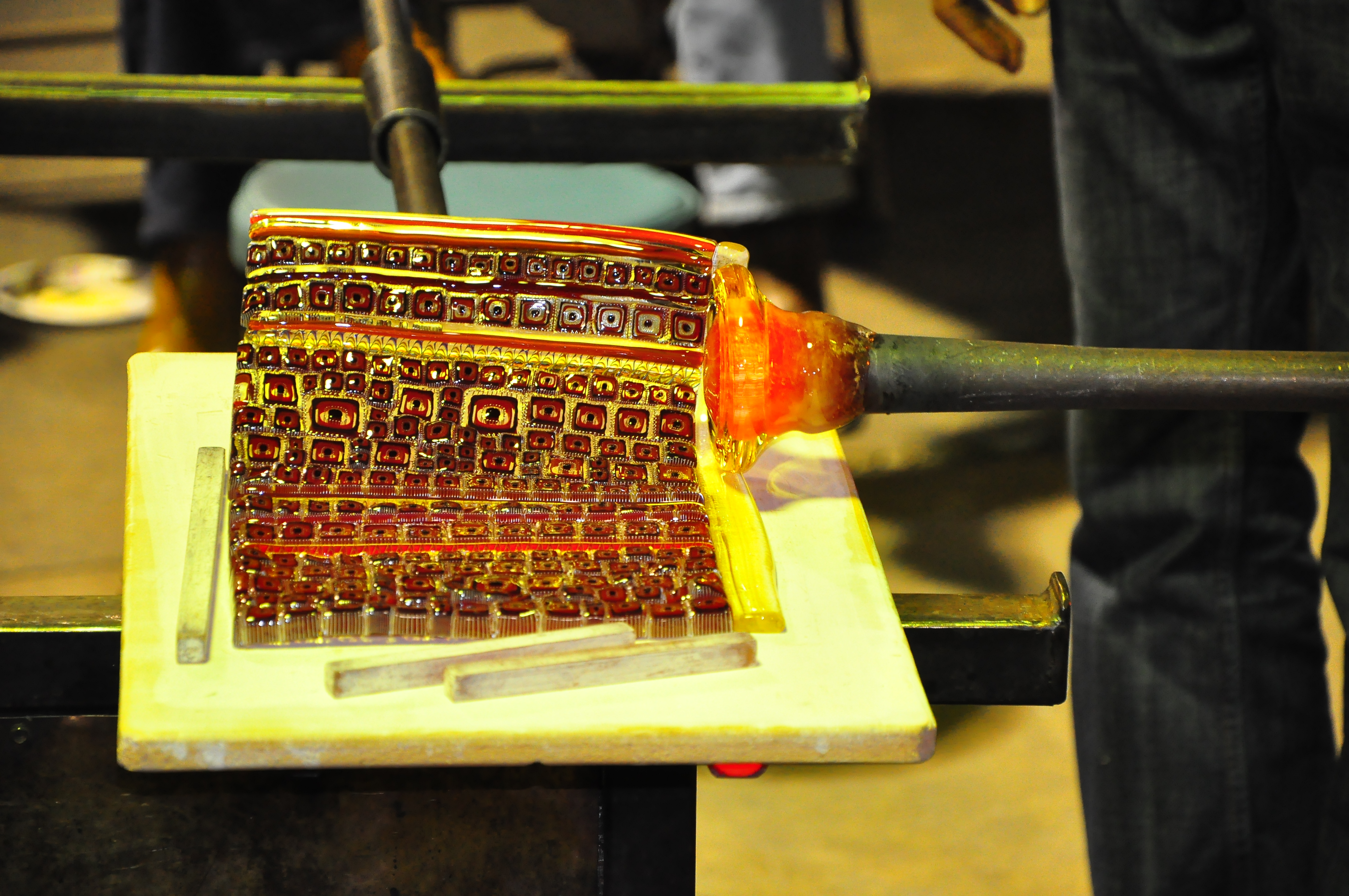
حفر المرين على الزجاج.

## اقرأ ايضاً
- فن الزجاج
- خرزة (مادة)
- ميلفيوري (فن)
- ثقالة الورق